# Partit Verd Ecologista de Mèxic
El Partit Verd Ecologista de Mèxic (PVEM, PVE o Verde) és un partit polític mexicà d'ideologia ecologista conservadora. És el quart partit polític a Mèxic per nombre de representants al congrés d'aquest país, gràcies en bona part a les seves aliances estratègiques amb altres partits.
En les eleccions federals de l'any 2000 va formar, juntament amb el Partit Acció Nacional (PAN), l'Aliança pel Canvi, la qual va resultar vencedora dels comicis i va aconseguir la presidència de la República per al candidat del PAN, Vicente Fox Quesada.
A partir de l'any 2003 ha fet aliances amb el Partit Revolucionari Institucional amb el qual l'any 2012 va guanyar la presidència d'Enrique Peña Nieto amb el 38% dels vots.
En les eleccions presidencials de 2018 va obtenir una força política menor, rebent l'1,8 % dels vots emesos. Dins de la LXIV legislatura del Congrés de la Unió té 13 diputats federals i 7 senadors de la república.

## Ideologia
El partit ha basat la seva proposta en la preservació del medi ambient i dels recursos naturals, així com el suposat combat a la corrupció. Així mateix, s'ha declarat distant de la política tradicional mexicana ("no votis per un polític, vota per un ecologista" era el seu lema l'any 1997).
Tanmeteix, l'ONG Greenpeace, tenint en compte les seves diferències amb el Partit Verd respecte als actes de manifestació i resistència per a la defensa de la causa ambiental, considera que no es tracta d'un partit ecologista a causa del desinterès dels membres del seu partit en l'ecologia del país.
El dimecres 25 de febrer de 2004, el desaparegut diari El Independiente de la ciutat de Mèxic va publicar que, durant una reunió que va mantenir a Londres el líder del partit Jorge González Martínez amb estudiants mexicans de postgrau, va respondre a qui li va qüestionar els programes del PVEM en defensa del medi ambient mexicà: "A mi, l'ecologia és el que menys m'importa, jo represento interessos".
Més recentment (2008 i 2009), va ser àmpliament criticat per la seva campanya a favor de la pena de mort. Aquesta política li va costar al PVEM que, el 10 de febrer del 2009, el Partit Verd Europeu retirés el reconeixement al partit mexicà com a part de la seva família, i sol·licités a Green Globals analitzar-ne també l'expulsió.
També se l'ha acusat de ser un partit familiar.

## Presidents del PVEM
- (1991 - 2001): Jorge González Torres
- (2001 - 2011): Jorge Emilio González Martínez
- (2011): Carlos Alberto Puente Salas

## Resultats electorals

### Presidència de la República
| Elecció | Candidat | Candidat                     | Votació   | Votació    | Posició | Comentari                                               |
| Elecció | Candidat | Candidat                     | Vots      | Vots       | Posició | Comentari                                               |
| ------- | -------- | ---------------------------- | --------- | ---------- | ------- | ------------------------------------------------------- |
| 1994    |          | Jorge González Torres        | Partit    | 327 313    | 5è      |                                                         |
| 2000    |          | Vicente Fox Quesada          | Coalició  | 15 989 636 | 1r      |                                                         |
| 2006    |          | Roberto Madrazo Pintat       | Coalició  | 9 301 441  | 3r      | La Coalició pel Bé de Tots acusa frau electoral.        |
| 2012    |          | Enrique Peña Nieto           | Partit    | 2 803 654  | 1r      | La coalició Moviment Progressista acusa frau electoral. |
| 2012    |          | Enrique Peña Nieto           | Coalició  | 19 226 784 | 1r      | La coalició Moviment Progressista acusa frau electoral. |
| 2018    |          | José Antonio Meade Kuribreña | Partit    | 1 051 480  | 3r      |                                                         |
| 2018    | Coalició | José Antonio Meade Kuribreña | 9 289 853 |            | 3r      |                                                         |

### Cambra de Diputats
| Elecció | Districte             | Districte   | Representació proporcional | Representació proporcional | Posició             | Presidència                 |
| Elecció | vots                  | %           | vots                       | %                          | Posició             | Presidència                 |
| ------- | --------------------- | ----------- | -------------------------- | -------------------------- | ------------------- | --------------------------- |
| 1991    | 329 714               | 1.37        | 332 603                    | 1.37                       | Sense representació | Carlos Salines de Gortari   |
| 1994    | 470 951               | 1.36        | 472 454                    | 1.36                       | Sense representació | Ernesto Zedillo             |
| 1997    | 1 105 922             | 3.62        | 1 116 137                  | 3.71                       | Minoria             | Ernesto Zedillo             |
| 2000    | 14 212 032            | 38.24       | 14 321 975                 | 38.29                      | Minoria             | Vicente Fox                 |
| 2003    | 4 701 426 (1 063 471) | 17.64(3.99) | 4 706 406(1 068 721)       | 17.60(4.00)                | Minoria             | Vicente Fox                 |
| 2006    | 11 619 679            | 28.21       | 11 676 585                 | 28.18                      | Minoria             | Felipe Calderón             |
| 2009    | 2 219 861             | 6.50        | 2 328 072                  | 6.71                       | Minoria             | Felipe Calderón             |
| 2012    | 3 045 385             | 6.11        | 3 054 718                  | 6.10                       | Minoria             | Enrique Peña Nieto          |
| 2015    | 2 572 632             | 6.53        | 2 758 152                  | 6.91                       | Minoria             | Enrique Peña Nieto          |
| 2018    |                       |             |                            |                            | Minoria             | Andrés Manuel López Obrador |

### Senat de la República
| Elecció | Districte  | Districte | Representació proporcional | Representació proporcional | Posició             | Presidència                 |
| Elecció | vots       | %         | vots                       | %                          | Posició             | Presidència                 |
| ------- | ---------- | --------- | -------------------------- | -------------------------- | ------------------- | --------------------------- |
| 1994    |            |           | 473 742                    | 1.34                       | Sense representació | Ernesto Zedillo             |
| 1997    |            |           | 1 180 804                  | 3.91                       | Minoria             | Ernesto Zedillo             |
| 2000    | 14 198 073 | 38.11     | 14 334 559                 | 38.20                      | Minoria             | Vicente Fox                 |
| 2006    | 11 622 012 | 28.07     | 11 681 395                 | 27 99                      | Minoria             | Felipe Calderón             |
| 2012    | 2 869 843  | 5.75      | 2 880 080                  | 5.73                       | Minoria             | Enrique Peña Nieto          |
| 2018    |            |           |                            |                            | Minoria             | Andrés Manuel López Obrador |